# Primaballerina
Primaballerina ist der Titel der ersten (ital. prima) Solistin, der führenden Tänzerin (ital. ballerina) einer Aufführung oder eines Ballettensembles. In der Regel muss eine Primaballerina die Befähigung zu klassischen Rollen haben.
Die männliche Entsprechung ist der Meistertänzer oder Primoballerino. An der Pariser Oper ist der Begriff Première danseuse étoile bzw. Premier danseur étoile (männl.) – kurz étoile – gebräuchlich. Als Steigerung führte man im Zarenreich Ende des 19. Jahrhunderts den Begriff der Prima Ballerina Assoluta ein, der an die jeweils größte Tänzerin ihrer Zeit vergeben werden sollte.

## Varia
Primaballerina war der Titel des Liedes, das von Siw Malmkvist 1969 für Deutschland im Rahmen des Grand Prix Eurovision de la Chanson vorgetragen wurde. Mit 8 Punkten erreichte es Platz 9 (von 16). Musik und Text stammen von Hans Blum.